# Usytamak
Usytymak (russisch Узытамак, baschkirisch Уҙытамаҡ) ist ein Dorf in Baschkortostan, Russland. Es ist Verwaltungssitz der Landratsgemeinde Alkinski selsowet.

## Geographie
Der Ort liegt im Tschischminski rajon, 21 Kilometer bzw. 22 Straßenkilometer vom Verwaltungssitz des Rajons, Tschischmy, entfernt. Der nächstgelegene Ort ist Alkino, der auch einen Bahnhof besitzt. Südlich des Ortes verläuft die M5 (E30). Die nächste größere Stadt ist Ufa.

## Bevölkerung
Im Jahr 2010 lebten 429 Menschen im Dorf, die meisten davon Tataren und Baschkiren.
| Jahr | Einwohner |
| ---- | --------- |
| 2002 | 411       |
| 2009 | 440       |
| 2010 | 429       |